# Molární hmotnostní konstanta
Molární hmotnostní konstanta je fyzikální konstanta, definovaná jako součin Avogadrovy konstanty a atomové hmotnostní konstanty. Číselně je proto rovna hmotnosti jednoho molu stejných částic, které mají hmotnost rovnou 1/12 klidové hmotnosti atomu  12
6 C (tedy uhlíku-12, prvku s 6 protony a 6 neutrony v jádře) v základním stavu a nevázaného chemickými vazbami.

## Značení, definice a hodnota
- Doporučená značka: {\displaystyle M_{\mathrm {u} }\,}
- Definiční vztah:
{\displaystyle M_{\mathrm {u} }=N_{\mathrm {A} }m_{\mathrm {u} }\,} (kde NA je Avogadrova konstanta a mu atomová hmotnostní konstanta)
- Hodnota a jednotka v SI:[1]
Mu = 1,000 000 001 05(31)×10−3 kg·mol−1

Číslice v závorce udává směrodatnou odchylku u posledních 2 platných číslic. Po redefinici se hodnota Mu změnila o méně než 5×10−10.

## Historický vývoj
Před redefinicí základních jednotek soustavy SI v r. 2019 měla přesnou, definicí danou hodnotu Mu = 10−3 kg mol−1, která vyplývala z definice molu. Bylo to dáno tím, že jak Avogadrova konstanta, tak atomová hmotnostní konstanta byly definovány pomocí experimentálně určené hmotnosti atomu uhlíku 12. Jako triviální ji zpravidla ani nebylo zvykem uvádět v přehledu fundamentálních konstant.
Novou definicí molu, založenou na fixaci hodnoty Avogadrovy konstanty, byl vzájemný vztah narušen, a molární hmotnostní konstanta se stala konstantou, jejíž hodnotu je (stejně jako u atomové hmotnostní konstanty) nutno určovat experimentálně. Má nyní stejnou relativní nejistotu jako atomová hmotnostní konstanta resp. dalton (čili atomová hmotnostní jednotka),

## Metrologická poznámka
Lze předpokládat, že experimentální určování hodnoty molární hmotnostní konstanty nebude přímé, tedy z definice atomové hmotnostní konstanty. V praxi se atomová hmotnostní konstanta a po redefinici jednotek SI i molární hmotnostní konstanta určuje z klidové hmotnosti elektronu me a relativní atomové hmotnosti elektronu Ar(e) (tj. hmotnosti elektronu dělené atomovou hmotnostní konstantou). Relativní atomovou hmotnost elektronu lze měřit v cyklotronových experimentech, zatímco klidovou hmotnost elektronu lze odvodit z jiných fyzikálních konstant. 
Pro určení Mu i mu lze se stejnou relativní nejistotou využít vztah:

{\displaystyle M_{\mathrm {u} }=N_{\mathrm {A} }m_{\mathrm {u} }={\frac {2N_{\mathrm {A} }h}{c}}{\frac {R_{\infty }}{\alpha ^{2}A_{\mathrm {r} }(e)}}},

ve kterém konstanty v prvním zlomku mají po redefinici přesnou pevně danou hodnotu (zatímco před redefinicí byly NA a h určeny s relativní nejistotou v řádu 10−8) a hodnoty Rydbergovy konstanty R∞, konstanty jemné struktury α a relativní atomové hmotnosti elektronu Ar(e) ve druhém zlomku byly již před redefinicí určovány s relativní nejistotou v řádu 10−10 nebo lepší. Nejistota v určení mu je proto řádově lepší oproti stavu před redefinicí SI.